# Sant’Ambrogio sul Garigliano
Sant’Ambrogio sul Garigliano település Olaszországban, Lazio régióban, Frosinone megyében. Lakosainak száma 876 fő (2023. január 1.). Sant’Ambrogio sul Garigliano Rocca d’Evandro, Sant’Apollinare és Sant’Andrea del Garigliano községekkel határos.

## Népesség
A település lakossága az elmúlt években az alábbi módon változott:
| Lakosok száma | 969  | 964  | 876  |
|               | 2017 | 2018 | 2023 |